# José André de Figueiredo
José André de Figueiredo, foi um de comerciante de tecidos e brevemente prefeito de Juazeiro do Norte-CE.

## Biografia
José André de Figueiredo era um “Filho da Terra” proprietário de lojas em Crato e Juazeiro com especialidade na venda de tecidos. Tornou-se um dos maiores comerciantes do Cariri. De linhagem familiar tradicional na região, seu pai Joaquim Inácio de Figueiredo casou-se duas vezes. 
José André matrimoniou-se, igualmente ao pai, duas vezes: a primeira, com Maria Sobreira de Figueiredo, vulgo dona Maria, e, após a morte desta, convolou-se com Priscila Sobreira de Figueiredo, ambas filhas do casal Benedito Gonçalves Dias Sobreira, alcunhado de Bibiu, e sua mulher Ana Angélica da Silva Sobreira. Nos dois casamentos não deixou descendentes.
Homem de personalidade forte, adotou desde cedo a filosofia do ateísmo, razão pela qual não acreditou nos milagres ocorridos, fato este que gerou antipatia dos romeiros. Padre Azarias sobreira o descreve da seguinte maneira:
“(...) José André de Figueiredo, abastado comerciante, mas céptico e demasiadamente independente” 

## Vida Política
A primeira participação política de José André ocorreu em agosto de 1910, quando juntamente com padre Alencar Peixoto, Paulo Maia, seu cunhado, José Marrocos, Joaquim Bezerra de Menezes, Manoel Vitorino, Francisco Nery da Costa Morato, Cincinato José da Silva, José Eleutério de Figueiredo e outros deflagraram o movimento libertário de Juazeiro.
Os anseios de juazeirenses, no tocante à emancipação política, geraram inúmeros e graves conflitos entre o distrito e sede do município. Juazeiro rebelava-se e não pagava mais impostos ao Crato. Em contrapartida, Antônio Luiz, prefeito desta cidade, armou o povo para invadir Juazeiro. A beligerância era alimentada, ainda mais, pela imprensa através dos jornais Correio do Cariri, da Princesa do Cariri, e o Rebate, de Juazeiro. A crise chegou a tal ponto que somente através do diálogo, da boa política, se evitou uma guerra fratricida.
Com o objetivo de cessar as hostilidades, o prefeito do Crato enviou dois representantes a Juazeiro: o coronel Abdon Franca de Alencar e o coronel Nelson Alencar. Padre Cícero, por outro lado, outorgou poderes ao padre Peixoto e ao poderoso comerciante José André de Figueiredo a fim de conseguirem um armistício entre as partes.
Decorrente do acordo para autonomia do município, vários cidadãos apareceram como candidatos a prefeito: Joaquim Bezerra de Menezes, José André, doutor Floro, padre Alencar Peixoto e o adventício Cincinato Silva. As ambições políticas começaram a surgir. Havia a forte tendência de José André ser nomeado o primeiro prefeito da futura cidade. O próprio padre Alencar Peixoto abdicou de ser candidato ao cargo em prol do comerciante conforme narra o escritor Ralph Della Cava: “Além do mais ele foi obrigado a apoiar pela imprensa a candidatura do cel .José André de Figueiredo, filho da terra, e para intendente da futura Câmara Municipal a do cel.Cincinato Silva, um adventício, sendo ambos comerciantes”
Os candidatáveis ao cargo de prefeito foram pouco a pouco sendo ceifados. Dois fatores foram preponderantes: a eterna hostilidade entre os” Filhos da Terra” versus “Adventícios” e ação subterrânea de doutor Floro Bartolomeu minando os concorrentes. E com o objetivo de sanar as divergências, o padre Cícero, como Tertius, é nomeado gestor do município. Tais acontecimentos serviram de acicate para sérias desavenças futuras entre doutor Floro e o cel. José André. A nomeação do padre Cícero para prefeito era de bom grado para o doutor Floro que passou a ser de fato quem mandava na cidade, inclusive nos cofres da prefeitura. A indicação do padre gerou sérias divergências políticas na cidade. O escritor Manuel Diniz assim retrata:
“(...) o Padre Peixoto, Jozé André e outros chefes do movimento em prol da autonomia deste município ficaram intimamente desgostozos com o Padre Cícero, por ter este aceito o cargo de Prefeito, e começaram logo a fomentar forte intriga política no sentido de conseguirem a nomeação do Sr. Jozé André para o dito cargo”. (...)"
Após a queda do governador Nogueira Aciolly, correligionário do padre Cícero, assumiu o governo estadual o major Franco Rabelo. Em 11 de fevereiro de 1911 o governador Franco Rabelo exonera o padre Cícero do cargo de prefeito convoca José André de Figueiredo para uma reunião em Fortaleza e o nomeia prefeito da cidade.
Nesse ínterim, doutor Floro usou de todas as formas para amedrontar José André. Mandou distribuir panfletos nas ruas, os quais insinuavam que José André planejava “deportar os romeiros e incitava o povo a não comprar nas lojas do comerciante” com o intuito de afastar definitivamente as pretensões políticas do rabelista, fez sérias e graves ameaças à família do novo gestor. 
Doze dias após sua nomeação como prefeito, José André desistiu de exercer cargo para o qual fora nomeado, assumindo a prefeitura o senhor João Bezerra de Menezes. Descrente da política, prejudicado nas transações comerciais, José André ausenta-se definitivamente de Juazeiro e vai morar em outra cidade. 
Vale salientar que as truculências do médico deram continuidade mesmo depois da abdicação ao cargo por parte de José André. O sogro deste, Benedito Gonçalves Dias Sobreira teve sua casa invadida e foi ameaçado de morte. Tal fato fez com que ele se retirasse com a família para a cidade de Milagres..